# Inoha Masahiko
Inoha Masahiko (sinh ngày 28 tháng 8 năm 1985) là một cầu thủ bóng đá người Nhật Bản.

## Đội tuyển bóng đá quốc gia Nhật Bản
Inoha Masahiko thi đấu cho đội tuyển bóng đá quốc gia Nhật Bản từ năm 2011.

## Thống kê sự nghiệp
| Đội tuyển bóng đá Nhật Bản | Đội tuyển bóng đá Nhật Bản | Đội tuyển bóng đá Nhật Bản |
| Năm                        | Trận                       | Bàn                        |
| -------------------------- | -------------------------- | -------------------------- |
| 2011                       | 9                          | 1                          |
| 2012                       | 7                          | 0                          |
| 2013                       | 4                          | 0                          |
| Tổng cộng                  | 20                         | 1                          |